# Aldericus
Der heilige Aldericus oder Alderich (* vor 1200; † um 1250) war Laienbruder des Prämonstratenserordens in Füssenich bei Zülpich.
Nach der Legende soll er einer Königsfamilie entstammen. Er starb im Alter von 20 Jahren. Seine Verehrung als Heiliger ist seit dem 16. Jahrhundert bezeugt. Die Gebeine wurden 1642 nach Zülpich gebracht.

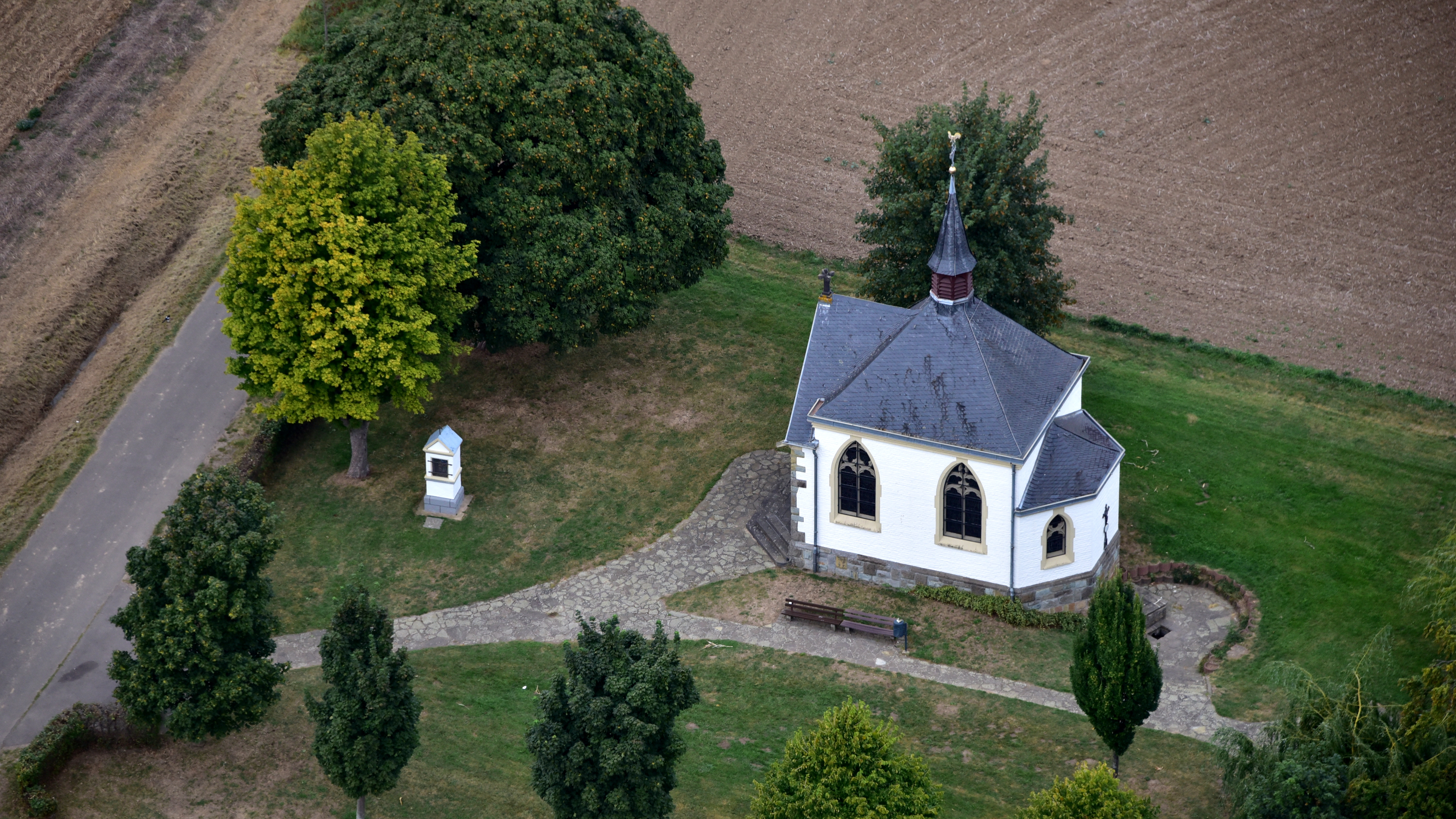
Füssenich, Alderciuskapelle, Luftaufnahme (2016)

Sein Gedenktag ist der 6. Februar.